# Terrace House: Boys & Girls in the City
Terrace House: Boys & Girls in the City (テラスハウス ボーイズ＆ガールズ イン・ザ・シティ, Terasu Hausu Bōizu ando Gāruzu in za Shiti) est une téléréalité japonaise de la franchise Terrace House. C'est la première de la franchise coproduite par Fuji Television et Netflix, et la première à être diffusée internationalement.

## Acteurs

### Principaux
| №  | Nom              | Nom                | Nom            | Occupation                                 | Birth date | Age* | Appearance | Appearance |
| №  | Anglais          | Japonais           | Surnom         | Occupation                                 | Birth date | Age* | Eps        | #          |
| -- | ---------------- | ------------------ | -------------- | ------------------------------------------ | ---------- | ---- | ---------- | ---------- |
| 01 | Makoto Hasegawa  | 長谷川慎           | Makocchan      | Étudiant à l'université/Joueur de baseball | 21/11/1993 | 22   | 01–11      | 11         |
| 02 | Minori Nakada    | 中田みのり         | Minori         | Étudiante à l'université/modèle            | 01/02/1994 | 21   | 01–24      | 24         |
| 03 | Yuki Adachi      | 安達雄基           | Yuki/Tap       | Danseur de claquettes                      | 19/08/1987 | 27   | 01–17      | 17         |
| 04 | Mizuki Shida     | 信太美月           | Mizuki/Barista | Employée de bureau                         | 08/12/1992 | 22   | 01–17      | 17         |
| 05 | Tatsuya Uchihara | 内原達也           | Uchi           | Coiffeur                                   | 22/12/1991 | 23   | 01–24      | 24         |
| 06 | Yuriko Hayata    | 早田悠里子         | Yuriko/Yuri    | Étudiante en médecine                      | 06/04/1992 | 23   | 01–13      | 13         |
| 07 | Arman Bitaraf    | ビタラフ・アルマン | Ah-man         | Pompier en herbe                           | 04/12/1990 | 24   | 11–46      | 36         |
| 08 | Arisa Ohata      | 大畑ありさ         | Arisa          | Designer de chapeau                        | 05/10/1990 | 25   | 13–28      | 16         |
| 09 | Hikaru Ota       | 太田光る           | Hikaru         | Mannequin                                  | 01/03/1997 | 18   | 19–32      | 14         |
| 10 | Natsumi Saito    | 斎藤夏美           | Nacchan        | Mannequin                                  | 25/07/1989 | 26   | 19–32      | 14         |
| 11 | Misaki Tamori    | 田森美咲           | Tamosan        | Idol (Ebisu Muscats)                       | 25/06/1992 | 23   | 24–46      | 23         |
| 12 | Yuto Handa       | 半田悠人           | Han-san        | Architecte                                 | 11/11/1988 | 27   | 25–35      | 11         |
| 13 | Riko Nagai       | 永井理子           | Rikopin        | Lycéenne/Mannequin                         | 21/12/1997 | 18   | 29–46      | 18         |
| 14 | Momoka Mitsunaga | 光永百花           | Momo-chan      | Ballerine                                  | 11/05/1995 | 20   | 32–39      | 8          |
| 15 | Hayato Terashima | 寺島速人           | Hayato-kun     | Apprenti chef                              | 27/01/1987 | 29   | 32–46      | 15         |
| 16 | Yuuki Byrnes     | バーンズ勇気       | Byrnes         | Danseur Hip Hop                            | 27/12/1992 | 23   | 36–46      | 11         |
| 17 | Masako Endo      | 遠藤政子           | Martha         | Mannequin                                  | 09/08/1993 | 23   | 39–46      | 8          |

### Célébrités
| Nom               | Japonais       | Connexion                |
| ----------------- | -------------- | ------------------------ |
| Seina Shimabukuro | 島 袋 聖 南    | mannequin au Girls Award |
| Daiki Miyagi      | 宮城 大樹      | employé de Target gym    |
| Ippei Shima       | 島 一 平       | employé de Target gym    |
| Kurumi Nakada     | 中 田 ク ル ミ | La sœur aînée de Minori  |